# Cerovec, Dolenjske Toplice
Cerovec je naselje v Občini Dolenjske Toplice.